# A Day’s Wait
A Day’s Wait ist eine Kurzgeschichte von Ernest Hemingway.
A Day’s Wait gehört zu Hemingways bekanntesten und auch kürzesten short stories. Sie wurde 1933 in der Kurzgeschichtensammlung Winner Take Nothing zusammen mit anderen short stories veröffentlicht. Die Erzählung geht auf eine persönliche Erfahrung ihres Autors mit seinem Sohn „Bumby“ zurück.
Wesentlicher Inhalt ist die Thematik der Krankheit aus der Sicht eines Kindes.